# منطقة شنغن
منطقة شنغن (بالإنجليزية: Schengen Area)‏ هي المنطقة التي تضم 29 دولة أوروبية، والتي ألغت جواز السفر وضوابط الهجرة على الحدود المشتركة الداخلية بينهما. وهي بمثابة دولة واحدة لأغراض السفر الدولي، مع وجود سياسة تأشيرات مشتركة. وسميت بمنطقة شنغن بعد أن تم الانتهاء من اتفاق شنغن. ألغت الدول في منطقة شنغن الرقابة على الحدود الداخلية مع أعضاء دول شنغن الأخرى، وتعزيز الرقابة على الحدود الخارجية مع الدول غير الأعضاء في شنغن.
تتألف منطقة شنغن من 29 دولة، خمسة وعشرون منها هي من دول الاتحاد الأوروبي، بالإضافة إلى أربع دول أعضاء في رابطة التجارة الحرة الأوروبية - (الافتا) أيسلندا، وليختنشتاين، والنرويج، وسويسرا، هذه الدول مجتمعة تشكل منطقة شنغن.
هناك دولتان تنتميان للاتحاد الأوروبي لكنهما ليستا ضمن منطقة شنغن وهي قبرص وأيرلندا، الأولى منهما ملزمة قانونيا بالانضمام إلى منطقة شنغن وتسعى من أجل ذلك، في حين أن أيرلندا قررت عدم الانضمام إلى هذه المنطقة. كما توجد أيضاً ثلاث دول صغيرة هي بحكم الأمر الواقع ضمن هذه المنطقة لأنها لا تملك السيطرة على حدودها مع دول المنطقة وهي موناكو وسان مارينو والفاتيكان.

## التاريخ
تم التوقيع على اتفاقية شنغن يوم 14 يونيو 1985 من قبل خمسة من عشرة دول من الدول الأعضاء في الاتحاد الأوروبي. تأسست منطقة شنغن خارج نطاق السوق الأوروبية المشتركة، وذلك عندما لم يتمكنوا من التوصل إلى توافق في الآراء بين جميع الدول الأعضاء فيها بشأن إلغاء الرقابة على الحدود.
في عام 1990، استكملت هذه الاتفاقية بواسطة اتفاقية شنغن التي اقترحت إلغاء الرقابة على الحدود الداخلية وسياسة التأشيرة المشتركة. وكانت الاتفاقات والقواعد المعتمدة تحت لهم منفصلة تماما عن هياكل الاتحاد الأوروبي، وأدى إلى خلق منطقة شنغن في 26 مارس 1995.
كما وقعت أكثر الدول الأعضاء في الاتحاد الأوروبي للانضمام إلى منطقة شنغن، تم التوصل إلى اتفاق على استيعابه إلى الاتحاد الأوروبي. وأدرجت الاتفاق والاتفاقيات ذات الصلة في صلب قانون الاتحاد الأوروبي من معاهدة أمستردام في عام 1997، والتي دخلت حيز التنفيذ في عام 1999. ونتيجة للاتفاق كونها جزءا من القانون الأوروبي هو أن يتم أي تعديل وتنظيم عملياتها داخل، الذي أعضاء من خارج الاتحاد الأوروبي ليست المشاركين.

## العضوية
تتكون منطقة شنغن حاليا من 29  دولة، بما في ذلك ثلاث دول ليست أعضاء في الاتحاد الأوروبي. اثنتان من الدول وهم أيسلندا والنرويج، هي جزء من الاتحاد الجوازات الشمال وتصنف رسميا باسم الدول المرتبطة بالأنشطة شنغن في الاتحاد الأوروبي، سمح سويسرا في وقت لاحق للمشاركة بنفس الطريقة في عام 2008. انضم ليختنشتاين منطقة شنغن في 19 ديسمبر 2011. بحكم الواقع، يشمل منطقة شنغن أيضا ثلاث دول أوروبية صغيرة المساحة هي: موناكو في فرنسا وسان مارينو ومدينة الفاتيكان في إيطاليا، التي تحافظ على حدود مفتوحة أو شبه مفتوحة مع الدول الأخرى الأعضاء في شنغن. عضو في الاتحاد الأوروبي - ايرلندا وقد تفاوضت تختار الرافضة من شنغن والاستمرار في تشغيل منطقة السفر المشتركة المراقبة على الحدود المنهجي مع الدول الأخرى الأعضاء في الاتحاد الأوروبي.
وأربع من الدول الأعضاء في الاتحاد الأوروبي المتبقية، بلغاريا، كرواتيا، قبرص ورومانيا ملزمة للانضمام في نهاية المطاف منطقة شنغن. ولكن قبل التنفيذ الكامل للقواعد شنغن، يجب أن يكون لكل ولاية التأهب المقررة في أربعة مجالات هي: الحدود الجوية، تأشيرات، التعاون بين أجهزة الشرطة، و حماية البيانات الشخصية. هذه عملية التقييم ينطوي على الاستبيان والزيارات التي يقوم بها خبراء من الاتحاد الأوروبي إلى المؤسسات وأماكن العمل المحدد في البلاد تحت التقييم. كرواتيا ينطبق تماما على شنغن من 1 يناير 2014.

## جدول
| علم              | الدولة                                                                    | المساحة (كم²) | السكان      | وقعت أو أختيرت في          | تاريخ أول تطبيق |
| ---------------- | ------------------------------------------------------------------------- | ------------- | ----------- | -------------------------- | --------------- |
| النمسا           | النمسا                                                                    | 83٬871        | 8٬414٬638   | 28 أبريل 1995              | 1 ديسمبر 1997   |
| بلجيكا           | بلجيكا                                                                    | 30٬528        | 11٬007٬020  | 14 يونيو 1985              | 26 مارس 1995    |
| بلغاريا          | بلغاريا                                                                   | 110٬994       | 6٬885٬868   | 25 أبريل 2005              | 31 مارس 2024    |
| كرواتيا          | كرواتيا                                                                   | 56٬594        | 4٬060٬135   | 9 ديسمبر 2011              | 1 يناير 2023    |
| جمهورية التشيك   | التشيك                                                                    | 78٬866        | 10٬535٬811  | 16 أبريل 2003              | 21 ديسمبر 2007  |
| الدنمارك         | الدنمارك (باستثناء جرينلاند وجزر فارو)                                    | 43٬094        | 5٬564٬219   | 19 ديسمبر 1996             | 25 مارس 2001    |
| إستونيا          | إستونيا                                                                   | 45٬338        | 1٬340٬194   | 16 أبريل 2003              | 21 ديسمبر 2007  |
| فنلندا           | فنلندا                                                                    | 338٬145       | 5٬391٬700   | 19 ديسمبر 1996             | 25 مارس 2001    |
| فرنسا            | فرنسا (باستثناء مقاطعات وأقاليم ما وراء البحار الفرنسية)                  | 551٬695       | 63٬929٬000  | 14 يونيو 1985              | 26 مارس 1995    |
| ألمانيا          | ألمانيا                                                                   | 357٬050       | 81٬799٬600  | 14 يونيو 1985              | 26 مارس 1995    |
| اليونان          | اليونان                                                                   | 131٬990       | 10٬815٬197  | 6 نوفمبر 1992              | 1 يناير 2000    |
| المجر            | المجر                                                                     | 93٬030        | 9٬979٬000   | 16 أبريل 2003              | 21 ديسمبر 2007  |
| آيسلندا          | آيسلنداa                                                                  | 103٬000       | 318٬452     | 19 ديسمبر 199618 مايو 1999 | 25 مارس 2001    |
| إيطاليا          | إيطاليا                                                                   | 301٬318       | 60٬681٬514  | 27 نوفمبر 1990             | 26 أكتوبر 1997  |
| لاتفيا           | لاتفيا                                                                    | 64٬589        | 2٬245٬357   | 16 أبريل 2003              | 21 ديسمبر 2007  |
| ليختنشتاين       | ليختنشتاين a                                                              | 160           | 36٬010      | 28 فبراير 2008             | 19 ديسمبر 2011  |
| ليتوانيا         | ليتوانيا                                                                  | 65٬300        | 3٬207٬060   | 16 أبريل 2003              | 21 ديسمبر 2007  |
| لوكسمبورغ        | لوكسمبورغ                                                                 | 2٬586         | 511٬840     | 14 يونيو 1985              | 26 مارس 1995    |
| مالطا            | مالطا                                                                     | 316           | 417٬608     | 16 أبريل 2003              | 21 ديسمبر 2007  |
| هولندا           | هولندا (باستثناء أروبا، كوراساو، سانت مارتن ومنطقة البحر الكاريبي هولندا) | 41٬526        | 16٬703٬700  | 14 يونيو 1985              | 26 مارس 1995    |
| النرويج          | النرويج (باستثناء سفالبارد)                                               | 385٬155       | 5٬063٬709   | 19 ديسمبر 199618 مايو 1999 | 25 مارس 2001    |
| بولندا           | بولندا                                                                    | 312٬683       | 38٬186٬860  | 16 أبريل 2003              | 21 ديسمبر 2007  |
| البرتغال         | البرتغال                                                                  | 92٬391        | 10٬647٬763  | 25 يونيو 1991              | 26 مارس 1995    |
| رومانيا          | رومانيا                                                                   | 238٬391       | 19٬328٬560  | 25 أبريل 2005              | 31 مارس 2024    |
| سلوفاكيا         | سلوفاكيا                                                                  | 49٬037        | 5٬440٬078   | 16 أبريل 2003              | 21 ديسمبر 2007  |
| سلوفينيا         | سلوفينيا                                                                  | 20٬273        | 2٬048٬951   | 16 أبريل 2003              | 21 ديسمبر 2007  |
| إسبانيا          | إسبانيا (مع أحكام خاصة لسبتة ومليلية)                                     | 510٬000       | 46٬030٬109  | 25 يونيو 1991              | 26 مارس 1995    |
| السويد           | السويد                                                                    | 449٬964       | 9٬415٬570   | 19 ديسمبر 1996             | 25 مارس 2001    |
| سويسرا           | سويسراa                                                                   | 41٬285        | 7٬866٬500   | 26 أكتوبر 2004             | 12 ديسمبر 2008  |
| الاتحاد الأوروبي | منطقة شنغن                                                                | 4٬189٬111     | 417٬597٬460 | 14 يونيو 1985              | 26 مارس 1995    |

a. ^EFTA states outside the EU that are associated with the Schengen activities of the EU, and where the Schengen rules apply.

b. ^ For overland borders and ميناء؛ since 30 March 2008 also for airports.

c. ^ East Germany became part of the Federal Republic of Germany, joining Schengen, on 3 October 1990. Before this it remained outside the agreement. Despite some media reports, هليغولاند is not outside Schengen; it is only outside the ضريبة القيمة المضافة في الاتحاد الأوروبي.

d. ^ Greenland and the Faroe Islands are not included in the Schengen area, although there might be relaxed checks in the Faroe Islands for flights from Scandinavia, thanks to the الاتحاد الشمالي لجوازات السفر؛ thus a passport is still recommended. A Schengen visa issued by a Schengen state will not allow the holder access to either territory, only a Danish visa stamped with either "Valid for the Faroe Islands" or "Valid for Greenland", or both.

e. ^ However, يان ماين is part of the Schengen Area.

f. ^ The full Schengen acquis applies to all Spanish territories, but there are border checks on departure from Ceuta and Melilla to Spain or other Schengen countries, because of specific arrangements for visa exemptions for Moroccan nationals resident in the provinces of تطوان and الناظور.